# عکاسی در ایران

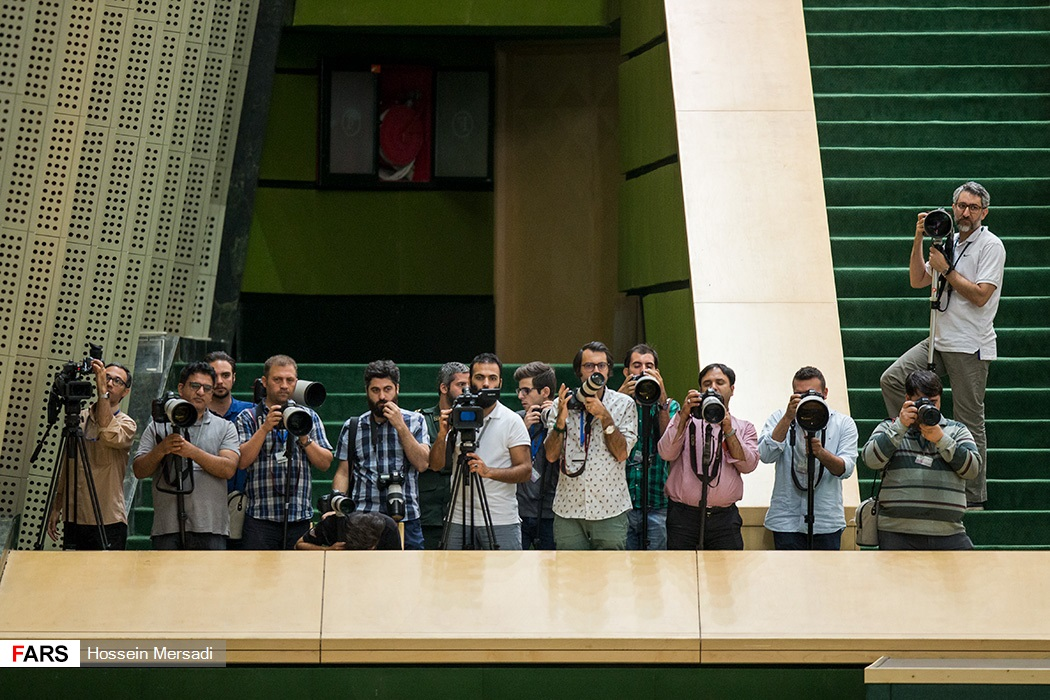
شماری عکاس ایرانی هنگام پوشش رویدادهای مجلس ایران

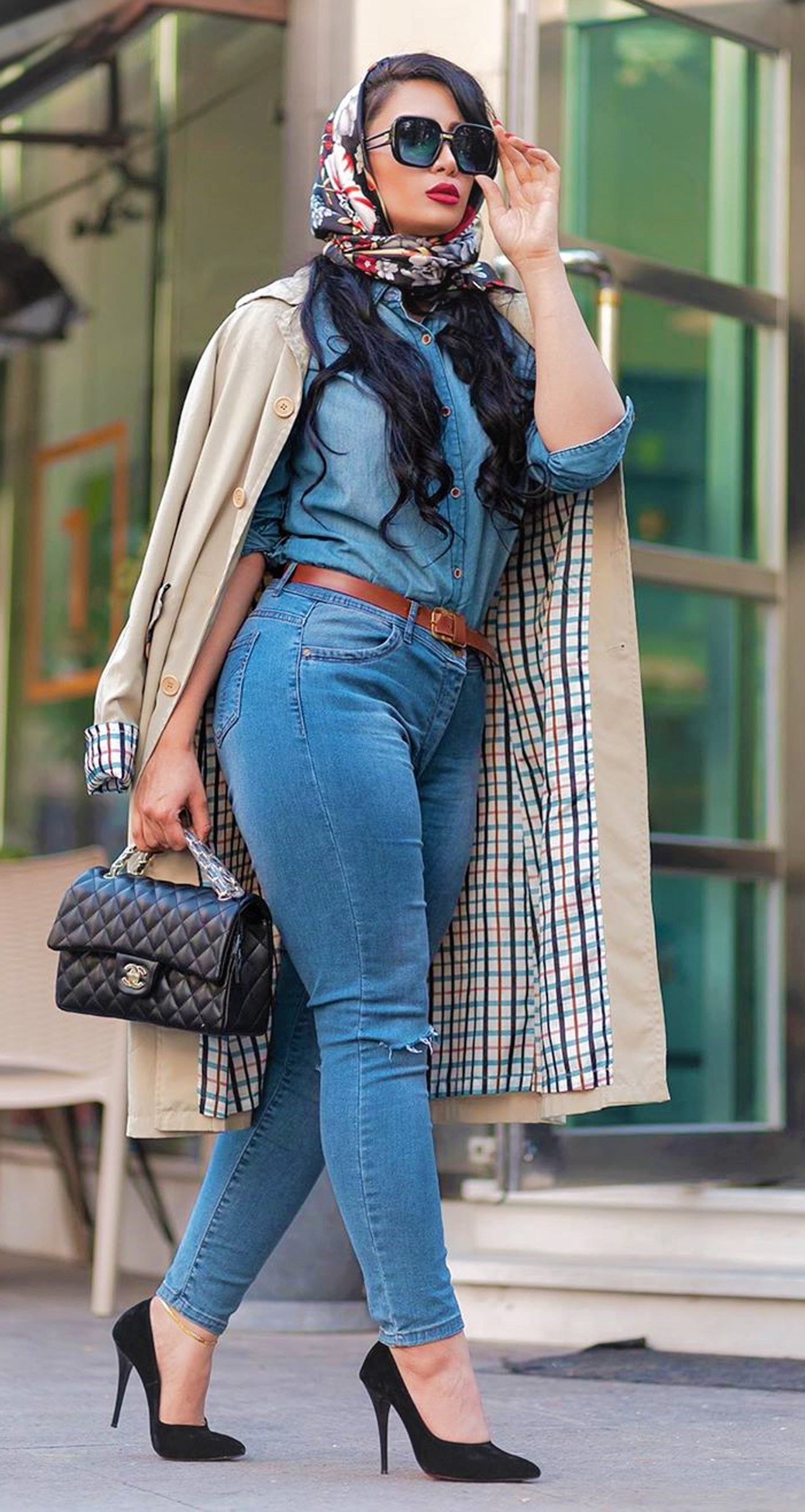
یک عکاسی مد تبلیغاتی در تهران، ایران در ۲۰۱۹ میلادی

پیدایش عکاسی و گسترش روش‌های گوناگون آن در ایران، با اختلاف حدود سه سال از اعلام موجودیت عکاسی در فرانسه روی داده است. صنعت عکاسی بر روی کاغذ حساس در سال ۱۸۳۹ میلادی به وجود آمد و در سال ۱۸۴۱ میلادی پلاک‌های شیشه برای عکاسی اختراع گردید و از نمونه موجود این اختراعات و همهٔ انواع وسایل عکسبرداری دو تا سه سال پس از اینکه به بازار می‌آمد به‌طور هدیه به‌دست پادشاه ایران می‌رسید.
عکاسی در ایران در دوران پهلوی بر پایهٔ دانش اصولی و با لوازم روز، گسترش بسیاری یافت و زیرساخت آموزشی و انسانی قابل توجهی به‌دست‌آورد. پس از آن، در دوره جمهوری اسلامی نیز عکاسی در ایران با پیدایش شبکه‌های اجتماعی به رونق گسترده‌ای دست یافته است. سبک‌های عکاسی مد و تبلیغاتی توانستند در این دوران، بسیار درآمدزا باشند.

## پیشینه

### دوران نخستین

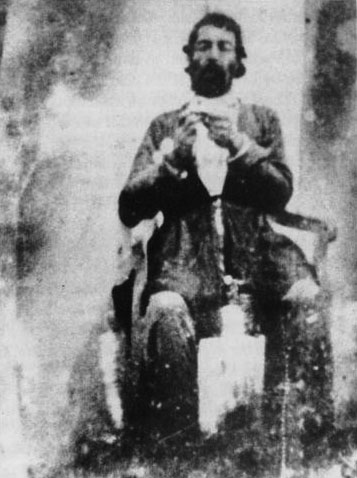
عکس از خود ملک قاسم میرزا تنها عکس بازمانده داگرئوتیپ ایرانی.

نخستین دستگاه‌های عکاسی به روش داگرئوتیپ، به درخواست محمد شاه قاجار از کشورهای روسیه و انگلیس به دربار ایران وارد شد. دستگاه‌های عکس‌برداری روسیه که پیش‌کش‌های امپراتور بودند، زودتر رسیدند و نیکلای پاولوف دیپلمات جوان روس، این دستگاه‌ها را به تهران آورد و در میانهٔ دسامبر ۱۸۴۲ م (آذر ۱۲۲۱ ه‍.ش) نخستین عکس‌برداری در ایران را انجام داد. ملک قاسم میرزا شاهزادهٔ ایرانی و ژول ریشار فرانسوی نیز از جمله پیشروانی هستند که در ایران، به شیوه داگرئوتیپ، عکسبرداری کرده‌اند. بر پایهٔ نوشتارهایی دیگر، نخستین عکس‌برداری بر روی صفحهٔ نقره در سال ۱۲۶۰ هجری قمری در تبریز، هنگامی که ناصرالدین میرزا ولیعهد بود انجام شده است. این دو دستگاه دوربین داگرئوتیپ یکی اهدایی از طرف ملکه انگلیس و دیگری هدیه امپراتور روسیه بودند. به جز یک عکس، هیچ‌کدام از عکس‌های داگرئوتیپ ایرانی، باقی نمانده‌اند اما برخی از آن‌ها از جمله پرتره محمد شاه و ناصرالدین میرزای ولیعهد به دست کمال‌الملک رسیده و او از روی آنان، پرتره‌های نقاشی ساخته است.
در سال‌های آغازین پیدایش عکاسی در ایران برخی از اروپاییانی که در مشاغل گوناگون در استخدام دولت ایران بودند نیز به تجربیاتی اندک در این زمینه دست زدند. این افراد بیشتر آموزگاران رشته‌های گوناگون دارالفنون بودند که آموزشگاهی فنی برای تربیت افسران، مهندسان نظامی و غیرنظامی، پزشکان و مترجمان زبان‌های خارجی به‌شمار می‌آمد و به دست امیرکبیر پایه‌ریزی و در سال ۱۸۵۰ م بنیان‌گذاری شده بود.
شماری عکاس ایرانی در این دوران، کارهایی ثبت کرده‌اند؛ مانند شاهزاده ملک قاسم میرزا که شاید نخستین عکاس ایرانی باشد، آقا رضا عکاس‌باشی، نخستین عکاس حرفه‌ای و پرکار دربار ناصرالدین شاه که بسیاری از سفرها مراسم و جنبه‌های گوناگون دوران حکومت طولانی ناصرالدین شاه را ثبت کرده است.
باید خاطرنشان ساخت که نمونه عکس‌های دوره محمدشاه (که البته هیچ‌کدام باقی نمانده‌اند) را نباید با صنعت عکاسی مرسوم امروز یکی دانست، زیرا صنعت عکاسی (فتوگرافی) در سال ۱۲۶۵ هجری قمری ۱۸۴۹ میلادی اختراع شده است یعنی یک سال بعد از درگذشت آن پادشاه، و آنچه در عهد محمدشاه وجود داشت و ریشار خان عمل می‌کرد دستگاه داگرئوتیپ بود که در سال ۱۸۳۹ میلادی به وجود آمده بود.
در همان دورانی که ایرانی‌ها سرگرم آموختن عکاسی بودند، خارجی‌های مقیم ایران و گردشگران، مشغول عکاسی از ایران بودند.
نخستین مجموعهٔ عکس از اثرهای تاریخی ایران توسط لوئیجی پشه، سرهنگی از ناپل در گردش ایران تهیه شد. ناصرالدین‌شاه بارها به وی لقب «عکاس‌باشی» داد. نسخه دومی نیز از این مجموعه در همان سال تهیه و برای ویلیام یکم، پادشاه پروس فرستاد شد. آلبوم دیگری نیز به موزه متروپولیتن نیویورک اهدا شده که شامل ۷۵ قطعه عکس است و احتمالاً همان آلبومی است که برای پادشاه پروس ارسال شده بود. این آلبوم دراصل متعلق به اردشیر میرزا، نوه فتحعلی شاه بود. اهداکننده این آلبوم معتقد است که «پشه» یک از چندین عکاسی است که آثارشان در آن مجموعه گردد آمده است. آلبوم متروپولیتن شامل موضوعات متعددی است. قدیمی‌ترین عکس‌های این آلبوم بین سال‌های ۱۸۵۲ (میلادی) تا ۱۸۵۵ م گرفته شده‌اند. سه پرتره از ناصرالدین‌شاه در جوانی و یک عکس گروهی در این مجموعه وجود دارد. بیشتر تصاویر این آلبوم نشان‌دهندهٔ معماری آن روزگار است.
عکس‌های وی سند تاریخی‌ای است که گویای وضعیت زندگی مردم و درباریان است. گرچه در این عکس‌ها زنان وجود ندارند، اما مردان طبقه‌های گوناگون اجتماع حضور مشخص دارند و سلسله مراتب اجتماعی آن‌ها با چگونگی قرار گرفتن در تصویر نشان داده شده است. عکس‌های او از مکان‌های تاریخی ایران در نمایشگاه جهانی هاریس سال۱۸۶۷ م به نمایش درآمد و نشان افتخار دریافت کرد.
برجسته‌ترین و پرکارترین عکاس حرفه‌ای ایران در پایان قرن نوزدهم، آنتوان سوریوگین بود که سراسر ایران را زیر پا نهاد و از مردم، مناظر، معماری و اشیاء عکس‌های زیادی گرفت. عکس‌های وی در سفرنامه‌ها و داستان‌ها فراوان مورد استفاده قرار می‌گرفت بی‌آنکه نامی از وی برده شود. سوریوگین محیط خود را با دید همه‌جانبه‌ای تصویر می‌کرد. کارگاه وی در خیابان دولت در تهران قرار داشت و عکس‌هایش در نمایشگاه بروکسل در ۱۸۹۷ (میلادی) به کسب مدال طلا نایل شد. سوریوگین به کیفیت نور و تغییرات آن توجه خاص داشت و پیداست که اغلب عکس‌هایش را در اواسط روز می‌گرفته است. وی اغلب فرد یا گروهی را در زمینهٔ عکس‌هایش قرار می‌داد تا ضمن نشان دادن تاریخی بودن موضوع، مقیاس را نیز ببینند.
یکی از تکنیسین‌های عکاسخانه عبداله‌میرزا به نام ایوانوف که برای خود اسم ایرانی روسی‌خان را انتخاب کرده بود، پس از سفر به روسیه، با یکی از شرکت‌های لوازم عکاسی برای تهیه شیشه، کاغذ و مقوای عکاسی قراردادی منعقد نمود و در خیابان علاءالدوله عکاسخانه‌ای دایر نمود. عکس‌های او همه مارک روسی‌خان دارند. در انقلاب مشروطه و چند سال بعد، این عکاس‌خانه مرکز آزادیخواهان و اغلب عکس‌های آن مربوط به بزرگان مشروطه و مهاجرت و غیره بوده است. این عکاسخانه تا سال ۱۲۹۹ هجری شمسی دایر بوده است. روسی‌خان با محمدعلی شاه به اروپا رفت و کارهای عکاسخانه توسط مهدی مصورالملک ادامه یافت و سپس تعطیل شد.
تصاویری که از ساختمان‌ها و کاخ‌های آن دوران به جا مانده، برای پژوهش ایران عهد قاجار ارزشی مستند دارند و داده‌هایی از نظام حکومتی آن دوره را فراهم می‌کنند.

### گسترش بیشتر در دوره قاجار
دوره پنجاه ساله سلطنت ناصرالدین شاه را باید دوره شکوفایی عکاسی در دوران قاجار یا ایران قرن نوزدهم میلادی دانست. او که خود اهل هنر بود، به عکاسی علاقه‌مند گردید و بر گسترش آن در درون دربار همت گماشت. او با بنیان‌گذاری عکاسخانه کاخ گلستان و پشتیبانی از عکاس‌ها، توانست تصاویر یا اسناد هنری و تاریخی گران‌بهایی از ایران آن دوره ثبت کند.
ناصرالدین شاه در شمار نخستین افراد از خانواده سلطنتی بود که پیش از بر تخت نشستن، تصویرش بر صفحه داگرئوتیپ ثبت شد. شاید همین موضوع، بعدها شیفتگی بیش از حد او به عکاسی و حمایت‌های گسترده او از این فن و هنر را در سال‌های طولانی سلطنت را به دنبال آورد و زمینه‌ساز رواج گسترده عکاسی در ایران و کاربردهای گوناگون آن شد. خود او عکاس توانایی بود و نه تنها از افراد خانواده سلطنتی عکس می‌گرفت، بلکه چهره‌های بسیاری نیز از خود به جا گذاشته است.
پیامدهای عکاسی بر کار نقاشان دوره قاجار نیز آشکار است. در نگاره‌هایی که خانزاد اسماعیل از ناصرالدین شاه کشیده، شاه با همان کتی نشان داده شده که در عکسی از همان دوره دیده می‌شود.
عکاسان دورهٔ قاجار را سه دسته تشکیل می‌دادند:
- عکاسانی که برای سازمان‌های کاوش‌های علمی و جغرافیایی اروپایی کار می‌کردند.
- عکاسان بومی که برای سرگرمی به عکاسی می‌پرداختند.
- عکاسان حرفه‌ای که از این راه، زندگی می‌کردند.[۵]

مبنای کار نخستین عکاس‌های اروپایی توجه به فرم و اصول زیباشناختی بود، اما عکاسان ایرانی اروپائیان را سرمشق خود قرار می‌دادند. آنچه از روی آثار و نوشته‌های دوران قاجار به‌دست آمده نشان می‌دهد که ایران در اواخر قرن نوزدهم در حال دگرگونی بوده است و جامعهٔ سنتی ایران در تلاش برای انطباق خود با علوم و فنون و اندیشه‌های غرب به سر می‌برده است.
از اوایل پادشاهی مظفرالدین‌شاه در ۱۳۱۴ قمری، عبداله میرزا در بالاخانه‌های دارالفنون عکاسخانه‌ای دایر نمود و عکاسی را پرکاربردتر کرد. بسیاری از عکاس‌های بعدی از شاگردان وی بوده‌اند. این عکاسخانه تا اوایل مشروطیت کار می‌کرد و عکاس دیگری کارهای عکاسی درباری را انجام می‌داد، به نام میرزا ابراهیم‌خان عکاس‌باشی که از خدمتگزاران دربار مظفرالدین‌شاه بوده است. معروف است که مظفرالدین‌شاه سخت شیفتهٔ عکاسی بود و خود عکاس آماتور بوده است.

### دوران پهلوی اول
از ۱۳۲۷ تا ۱۳۳۲ ه‍.ش مطبوعات که سرچشمهٔ فعالیت آن‌ها از جنبش مشروطیت شروع شده بود، فعالیت وسیع‌تری یافتند و کاربرد عکس بیشتر شد و دگرگونی‌های اساسی در عکس‌ها نمایان شد. عکس‌های این دوران بسیار برجسته و متفاوت هستند.

### دوران پهلوی دوم
دوران پهلوی دوم، دوران ورود همه‌جانبه فنون و تجهیزات غربی به ایران و روی‌آوری هنرمندان به شیوه‌های مدرن غربی بود. در این دوران با پیشرفت تجهیزات عکاسی و گسترش فعالیت مطبوعات، عکس به عنصری مهم و اثرگذار تبدیل گشت.
عکاسی مطبوعاتی که کمابیش رونقی داشت با کودتای ۲۸ مرداد ۱۳۳۲ ه‍.ش دوباره دچار رکود و رخوت شد و عکاسی در حاشیه قرار گرفت. عکس‌های دههٔ ۳۰ و ۴۰ شمسی بیشتر جنبهٔ تبلیغاتی و رسمی داشتند. در اواخر دههٔ ۴۰ به‌دلیل گسترش گرایش‌های هنری و پیچیده شدن مبارزه‌ها، به‌تدریج فضای تازه‌ای به وجود آمد که عکاسی را نیز زیر اثر خود گرفت.
در این دوره، حکومت ایران درمی‌یابد که با بهره‌گیری از عکاسی، می‌تواند دید همگانی را سودهی کند و برای نخستین‌بار در ایران، دانش و تجهیزات روز عکاسی به شکلی گسترده و سازماندهی‌شده به‌کار گرفته می‌شوند. در دوران پهلوی به ویژه در واپسین دو دههٔ آن، ایران توانست جایگاه خوبی در عکاسی به‌دست‌آورد و از زیرساخت آموزشی و انسانی قابل توجهی نیز در این زمینه برخوردار گردد.

### عکاسی در دوران معاصر
عکاسی در ایران معاصر، به‌ویژه پس از انقلاب ۱۳۵۷، مسیری چندلایه و متأثر از تحولات سیاسی، اجتماعی و فرهنگی طی کرده است. دههٔ ۱۳۶۰ با تمرکز بر عکاسی جنگ (دفاع مقدس) آغاز شد که در آن، ثبت لحظات جبهه و زندگی روزمره در شرایط جنگی، رویکردی مستند و گاه شاعرانه به خود گرفت. در دهه‌های بعد، به‌ویژه از اوایل دههٔ ۱۳۸۰، عکاسی هنری و مفهومی در ایران رشد چشم‌گیری یافت. هنرمندانی مانند شیرین نشاط، شادی قدیریان، نیوشا توکلیان، مهران مهاجر و احمدرضا احمدی، با پرداختن به مفاهیمی چون هویت زن، سنت و مدرنیته، مهاجرت، خودسانسوری، خاطره و سکوت، آثارشان را در صحنه‌های بین‌المللی به نمایش گذاشتند.
در این دوره، گسترش رسانه‌های دیجیتال، شبکه‌های اجتماعی، جشنواره‌های داخلی و بین‌المللی (مانند جشن تصویر سال)، و ظهور ژانرهایی مانند عکاسی خیابانی، طبیعت بی‌جان، و پرتره‌ی مفهومی موجب شد نسل تازه‌ای از عکاسان مستقل وارد فضای حرفه‌ای شوند و مرزهای میان مستندسازی و بیان هنری را جابه‌جا کنند. 

## سبک‌های عکاسی در ایران

### عکاسی فشن (مد)

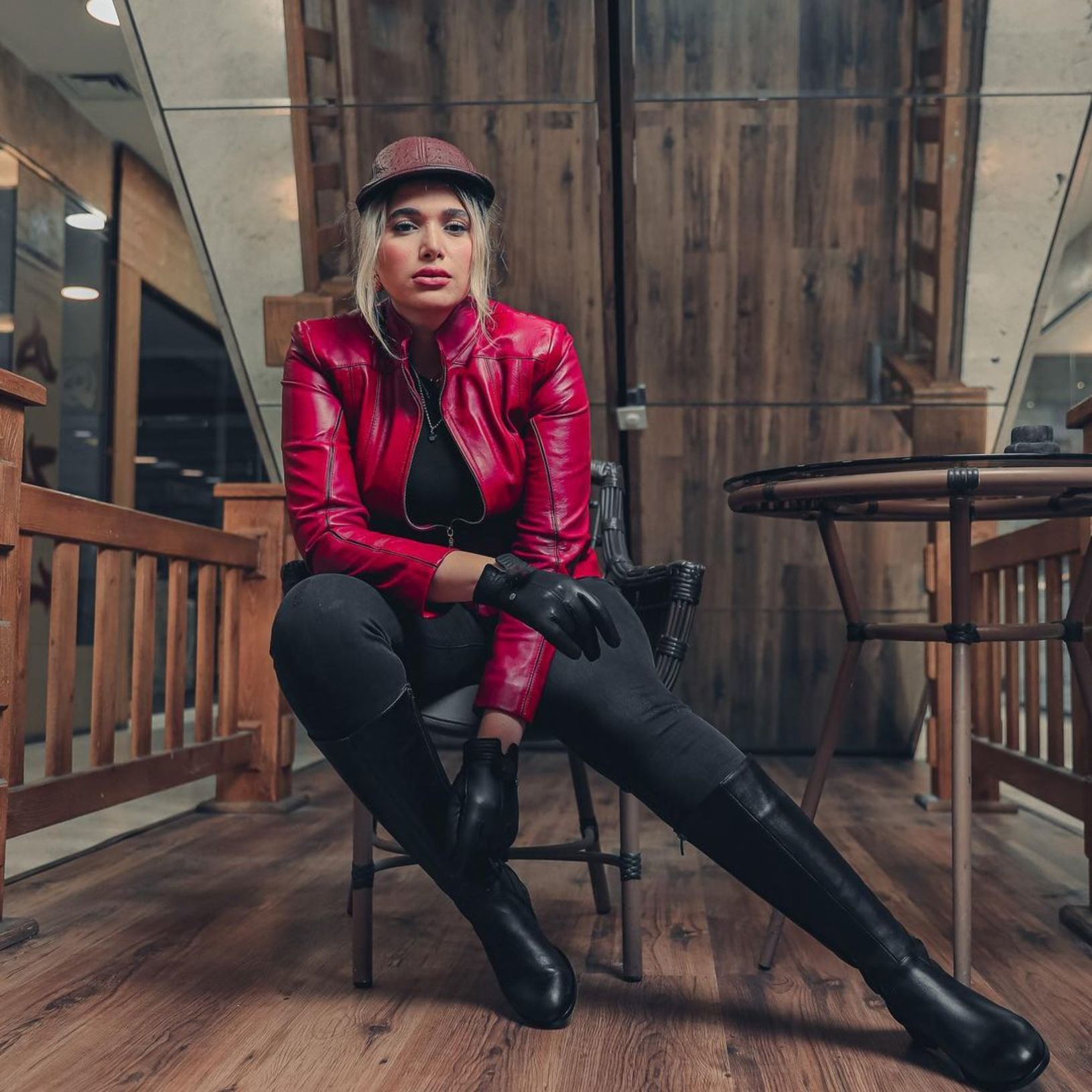
یک مدل ایرانی در تهران هنگام عکاسی مد تبلیغاتی برای پوشاک

عکاسی فشن و مد در ایران، به‌عنوان زیرشاخه‌ای از عکاسی تبلیغاتی، با هدف معرفی کالاهای مد و پوشاک از راه عکس‌ها و مدل‌ها، رواج داشته است. این زمینه اگرچه در دهه‌های ۲۰۱۰ و ۲۰۲۰ با رشد شبکه‌های اجتماعی و برندهای ایرانی رونق گرفته است اما همواره با چالش‌هایی مانند محدودیت‌های فرهنگی، کمبود مدل‌های زن حرفه‌ای و هزینه‌های بالای تجهیزات و تولید روبرو بوده است. اقتصاد عکاسی فشن در ایران به‌طور عمده وابسته به همکاری با برندهای پوشاک، مجله‌های مد و پلتفرم‌های آنلاین است؛ اما رقابت فشرده و نبود زیرساخت‌های استاندارد، توسعه آن را در دوران جمهوری اسلامی محدود کرد. با این حال، عکاسان ایرانی با تکیه بر خلاقیت و بهره‌گیری از لوکیشن‌های ویژه، توانسته‌اند سبک‌های بومی و مدرن را در این ژانر تلفیق کنند.
محدودیت‌های نمایش بدن زنان در عکاسی فشن و مدلینگ در ایران، تحت تأثیر هنجارهای دیکته‌شده توسط حکومت جمهوری اسلامی و قوانین پوشش این حکومت، یکی از چالش‌های اصلی این زمینه بوده است. این محدودیت‌ها، عکاسان و برندها را به بهره‌گیری از سبک‌های خلاقانه‌تر در ارائه پوشاک و اکسسوری زنانه واداشته، اما گاه مانع از رقابت با استانداردهای جهانی شده است. الزام به رعایت پوشش کامل، به‌ویژه در تبلیغات تجاری و رسانه‌های همگانی، تنوع ژست‌ها و زوایای عکاسی را کاهش داده و خلاقیت عکاسان را به سمت تأکید بر جزئیات پوشاک، آرایش، چهره و پس‌زمینه‌ها سوق داده است. این شرایط، اگرچه فرصت‌هایی برای نوآوری ایجاد کرده، اما هزینه‌های تولید و زمان موردنیاز برای دستیابی به تصاویر جذاب را افزایش داده است. در نمونه‌ای، بهره‌گیری از لگ و جوراب‌شلواری برای مدل‌های زن، برای پیشگیری از نمایش پاها رخ می‌داده است.

### عکاسی ورزشی
عکاسی ورزشی در ایران، به‌طور حرفه‌ای از دورهٔ پهلوی آغاز گردید. این حوزه، از پوشش رویدادهای درون‌مرزی تا همکاری با رسانه‌ها و فدراسیون‌های ورزشی، به خلاقیت و تجهیزات پیشرفته وابسته است. محدودیت‌های نمایش بدن زنان در عکاسی ورزشی، به‌ویژه در رشته‌هایی مانند شنا یا ژیمناستیک، چالش‌هایی ایجاد کرده است. قوانین پوشش حکومت جمهوری اسلامی، عکاسان را به استفاده از زوایای ویژه و تمرکز بر چهره، نماهای کلی زمین مسابقه و تجهیزات ورزشی سوق داده و گاه گوناگونی بصری تصاویر را محدود کرده است. این محدودیت‌ها، اگرچه خلاقیت در کادربندی را تقویت کرده، اما نیاز به آموزش تخصصی و هماهنگی با نهادهای حکومت را افزایش داده است.

## چالش‌ها
در گزارشی در سال ۲۰۱۶، رئیس انجمن عکاس‌های کرمانشاه، ایران، با اشاره به قیمت دلار گفت که قیمت بالای لوازم عکاسی در ایران، مهم‌ترین مشکل عکاس‌های ایرانی است.
تبعیض علیه زنان نیز در عکاسی ایران دارای پیشینه است. یلدا معیری در این باره گفت: «دلیل این مسئله (مشکل اشتغال عکاس‌های خبری زن) فقط جنسیت است. به خاطر اینکه از نگاه جامعه، عکاسی یک کار مردانه است، زنان را اصلاً استخدام نمی‌کنند و می‌گویند ما اصلاً با زن کار نمی‌کنیم». معیری افزود: «۹۵ درصد زنانی که عکاس خبری و مستند هستند بیکار هستند یا قراردادهای موقت و بعضاً ظالمانه دارند».
عکاسان مد ایرانی نیز در دوران جمهوری اسلامی ایران، دچار محدودیت‌های قانونی شدند.
نیاز به مجوز برای بسیاری از سبک‌ها و لوکیشن‌های عکاسی، باعث کاهش یا کندی توسعه عکاسی در ایران بوده است. همچنین عکاسانی که از رویدادهای سیاسی‌اعتراضی دوره جمهوری اسلامی ایران عکاسی کرده‌اند، با مشکلاتی روبرو شده‌اند.